# Данела Арсовска
Данела Арсовска (Скопље, 20. децембар 1979) македонска је политичарка и правница. Као независни кандидат за градоначелника Скопља, коју је подржала странка ВМРО-ДПМНЕ, остварила је победу на локалним изборима у Северној Македонији 2021. године.

## Биографија
Рођена је у Скопљу 1979. године, по професији је правница. Школовала се на Универзитетима Оксфорд и Шефилд.
Од 2014. године је изабрана за председника Привредне коморе Македоније, а такође је једна од оснивача Асоцијације жена предузетница Македоније. Радила је као међународни експерт и сарађивала са великим међународним организацијама у свету. Од 2018. године заузела је највишу позицију у руководству Светске коморске федерације као јединог форума који управља са више од 12.700 привредних комора широм света.
Године 2018. добила је награду једног светског пословног форума за „најбољи женски пример пословном свету за Југоисточну Европу”. Била је чланица Савета за јавно-приватна партнерства у Влади Македоније, а била је и чланица националног савета за европске интеграције Собрања Македоније од 2016. године.
Као независни кандидат за градоначелника Скопља на локалним изборима у Северној Македонији 2021. године, Арсовска је прогласила победу и поручила да очекује оставку премијера Северне Македоније Зорана Заева. Њену кандидатуру је подржала странка ВМРО ДПМНЕ.

## Приватан живот
Арсовска је удата. Говори енглески, немачки, бугарски и српски језик.